# Elecciones legislativas de Colombia de 1958
Las elecciones legislativas de Colombia de 1958 fueron los primeros comicios en los que se aplicaron los acuerdos del Frente Nacional, pacto suscrito entre los tradicionales partidos liberal y conservador en el que se garantizaba la representación equitativa de ambas colectividades, para poner fin a la violencia desatada desde la década de 1940 por sus militantes. Dicho pacto había sido ratificado en las urnas en el Plebiscito del 1 de diciembre de 1957.
El nuevo órgano legislativo que se eligió, significó la reapertura del Congreso de la República luego de haber sido cerrado en 1949 por el presidente Mariano Ospina Pérez, cierre que fue mantenido en los gobiernos de Laureano Gómez (1950-1953) y Gustavo Rojas Pinilla (1953-1957), donde este fue reemplazado por una Asamblea Constituyente.
De igual forma, en cumplimiento del el Acto Legislativo n.º 3 del 25 de agosto de 1954, esta sería la primera vez en Colombia que las mujeres elegían corporaciones públicas y en la cual resultó elegida como senadora Esmeralda Arboleda, primera congresista colombiana de la historia.

## Resultados
| Número        | Corriente                                 | Escaños Senado | Porcentaje | Escaños Cámara | Porcentaje |
| ------------- | ----------------------------------------- | -------------- | ---------- | -------------- | ---------- |
| 1             | Partido Liberal Colombiano                | 40             | 50.0%      | 75             | 50.0%      |
| 2             | Conservadores doctrinarios (laureanistas) | 28             | 35.0%      | 49             | 33.1%      |
| 3             | Conservadores unionistas (ospinistas)     | 10             | 12.5%      | 19             | 12.8%      |
| 4             | Conservadores alzatistas                  | 2              | 2.5%       | 6              | 4.1%       |
| Total escaños | Total escaños                             | 80             | 50%        | 148            | 50%        |

## Fuente
- Dieter Nohlen (Editor), Elections in the Americas. Vol 2: South America. Oxford University Press, 2005